# Roller Champions
Roller Champions est un jeu vidéo free-to-play de sport développé par le studio Ubisoft Montréal et édité par Ubisoft. Il sort le 25 mai 2022 sur Microsoft Windows, PlayStation 4, Xbox One, PlayStation 5, Xbox Series et Nintendo Switch. Des versions iOS, Android et Google Stadia ont également été annoncées.

## Développement
Le jeu est officialisé au cours de l'E3 2019 le 10 juin 2019. Une première démo, dite pré-alpha, est proposée aux joueurs suivant cette annonce, du 10 au 14 juin. Une version alpha est ensuite proposée du 11 au 23 mars 2020, suivie d'une version bêta du 17 février au 1er mars 2021.
Initialement prévu pour 2020, puis pour 2021, le jeu sort le 25 mai 2022.